# Ясенок (Липецкая область)
Я́сенок — деревня Измалковского района Липецкой области. Центр Петровского сельского поселения (ранее его центром было село Петровское).

## География
Деревня стоит на правом берегу реки Ясенок (отсюда название). Рядом с Ясенком через неё переброшен мост.
В 2 км западнее проходит шоссе Измалково — Чернава, с которой деревня соединена дорогой.

## История
Деревня отмечается в документах конца XVIII века.
В советское время входила с состав Афанасьевского сельсовета.

## Население
| 2010 |
| ---- |
| 216  |